# La Bataille d'Angleterre
Pour les articles homonymes, voir Battle of Britain (homonymie).
Cet article concerne le film de guerre. Pour le fait historique, voir Bataille d'Angleterre.
Pour plus de détails, voir Fiche technique et Distribution.
La Bataille d'Angleterre (Battle of Britain) est un film de guerre britannique réalisé par Guy Hamilton, sorti en 1969.
Le film retrace la plus importante bataille aérienne de l'histoire, la bataille d'Angleterre. Il est remarquable pour ses séquences de vol spectaculaires. C'était à une échelle beaucoup plus grande que ce qui avait été vu sur film avant, ou depuis, ce qui rendait la production du film très coûteuse.

## Synopsis
En 1940, après la défaite de la France, le Royaume-Uni est la cible suivante des Allemands et la RAF constitue un maigre barrage avec à peine 600 chasseurs à opposer aux milliers d'appareils de la Luftwaffe. Après une courte scène sur la débâcle en France, le film débute sur les préparatifs de défense sur les terrains d'aviation de la RAF dans le sud de l'Angleterre tandis que, de l'autre côté de la Manche, en France, les Allemands préparent l'invasion.
Les Allemands organisent un débarquement d'invasion et prennent pour cibles les navires dans la Manche. En prélude à cette invasion, la décision est prise d'attaquer les stations radars et les aérodromes du sud de l'Angleterre afin d'obtenir la supériorité aérienne. La RAF compte alors dans ses rangs de nombreuses jeunes recrues inexpérimentées et des étrangers. Les pertes en matériel et surtout en pilotes sont terribles pour le Royaume-Uni et son aviation s'affaiblit de jour en jour. Des pilotes polonais (et autres nationalités, comme les Tchèques et un Français), expérimentés mais non rompus aux procédures et tactiques britanniques, sont finalement lancés dans la bataille. Mais une escadrille de bombardiers allemands se perd et prend pour cible Londres et espérant toucher quelques cibles d'occasion avant de se retirer vite vers ses bases.
Cette erreur conduit au bombardement vengeur de Berlin par la RAF. Hitler, furieux, veut alors réduire à néant la capitale britannique et ordonne à ses bombardiers de prendre les villes britanniques pour cible. Cette décision relâche la pression sur les aérodromes britanniques et permet ainsi à la RAF de se réorganiser et de s'attaquer aux escadrilles de bombardiers avec davantage de succès. Les Spitfire et Hurricane remportent de grandes victoires et le débarquement allemand est remis à plus tard. Hitler a d'autres projets en tête. Les attaques s'estompent et le Royaume-Uni est sauvé.

## Fiche technique
- Titre français : La Bataille d’Angleterre
- Titre original : Battle of Britain
- Réalisation : Guy Hamilton
- Scénario : Wilfred Greatorex et James Kennaway d'après le livre de Derek Dempster (1924-2012) et Derek Wood (1930-2003), The Narrow Margin
- Images : Freddie Young
- Musique : Ron Goodwin, Sir William Walton (Battle in the Air)
- Décors : Maurice Carter, Bert Davey, William Hutchinson, Jack Maxsted, Gil Parrondo et Lionel Couch (non crédité)
- Montage : Bert Bates
- Producteurs : Benjamin Fisz, Harry Saltzman et John Palmer
- Société de production : Spitfire Productions
- Société de distribution : United Artists
- Pays d'origine :  Royaume-Uni
- Format : couleur (Technicolor)
- Genre : guerre
- Durée : 133 minutes
- Date de sortie :
  - Royaume-Uni : 15 septembre 1969 (première à Londres)
  - France : 17 septembre 1969
- Affiches : Jouineau Bourduge (Allemagne, France)

## Distribution

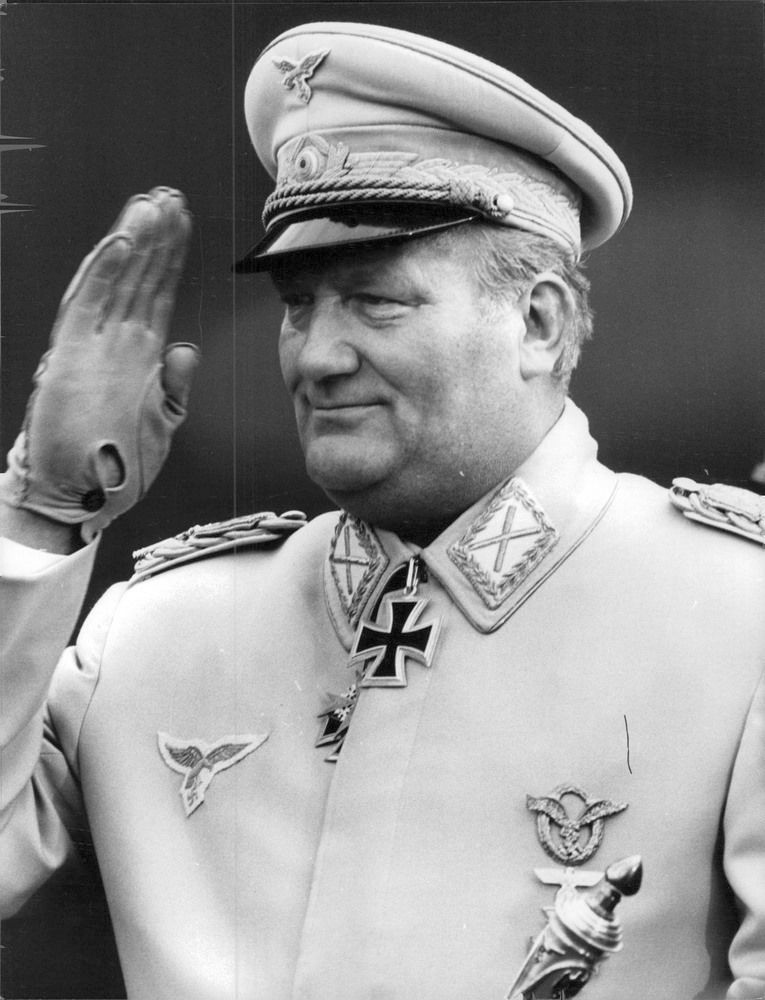
L'acteur Hein Riess dans le rôle d'Hermann Göring.

- Michael Caine (VF : Jean-Claude Balard) : Squadron Leader Canfield
- Trevor Howard (VF : Duncan Elliott) : Air Vice Marshal Keith Park
- Curd Jürgens (VF : Lui-même) : Baron von Richter
- Robert Shaw (VF : Raymond Loyer) : Squadron Leader Skipper
- Laurence Olivier (VF : René Arrieu) : Air Chief Marshal Sir Hugh Dowding
- Christopher Plummer (VF : Michel Gatineau) : Squadron Leader Colin Harvey
- Harry Andrews (VF : René Bériard) : Senior civil servant
- Ian McShane (VF : Jacques Thébault) : Sgt. Pilot Andy
- Kenneth More (VF : Pierre Leproux) : Group Capt. Baker
- Nigel Patrick (VF : Albert Augier) : Group Capt. Hope
- Michael Redgrave (VF : André Valmy) : Air Vice Marshal Evill
- Ralph Richardson (VF : Louis Arbessier) : Sir David Kelly
- Patrick Wymark (VF : Roger Lumont) : Air Vice Marshal Trafford Leigh-Mallory
- Susannah York : Section Officer Maggie Harvey
- Michael Bates (VF : Georges Hubert) : Warr. Off. Warrick
- Robert Flemyng (VF : Georges Atlas) : Wing Cmdr. Willoughby
- Isla Blair : Mrs. Andy
- Barry Foster : Squadron Leader Edwards
- John Bascomb : Farmer
- Edward Fox (VF : Jacques Deschamps) : Pilot Officer Archie
- Tom Chatto : Willoughby's assistant controller
- W.G. Foxley : Squadron Leader Evans
- James Cosmo : Jamie
- David Griffin : Sgt. Pilot Chris
- Jack Gwillim : Senior air staff officer
- Myces Hoyle : Piloto Peter
- Duncan Lamont (VF : Henry Djanik) : le sergent Arthur
- Sarah Lawson : Skipper´s Wife
- Mark Malicz : Pasco
- André Maranne : French NCO
- Anthony Nicholls (VF : Jean-François Laley) : le ministre de l'Air
- Nicholas Pennell : Piloto Simon
- Andrzej Scibor : Piloto Ox
- Jean Wladon : Jean Jacques
- Wilfried van Aacken : Generaloberst Theo Osterkamp
- Karl-Otto Alberty : Generalmajor Hans Jeschonnek
- Alexander Allerson : Major Brandt
- Dietrich Frauboes : Field Marshall Erhard Milch
- Alf Jungermann : Brandt's navigator
- Peter Hager : Generalfeldmarshall Albert Kesselring
- Wolf Harnisch : General Johannes Fink
- Reinhard Horras : Bruno Falke
- Helmut Kircher : Boehm
- Paul Neuhaus : Major Foehn
- Malte Petzel : Colonel Beppo Schmid
- Manfred Reddemann : Major Falke
- Hein Riess : Reichsmarschall Hermann Göring
- Rolf Stiefel : Adolf Hitler

Acteurs non crédités :
- Brian Grellis : un pilote
- Simon Lack : un officier de la RAF
- George Merritt : un vieux civil
- Eileen Peel : Lady Kelly
- Nick Tate : un pilote

## Musiques du film
À l'origine, c'est Sir William Walton qui écrivit la partition originale, mais elle fut refusée par les producteurs de United Artists, la jugeant trop courte pour une publication en 33 tours. Seule la séquence Battle in the Air fut finalement retenue. John Barry fut contacté pour remplacer Walton, mais il refusa. Ce fut finalement Ron Goodwin qui accepta la proposition, non sans susciter l'irritation de S. Benjamin Fisz, l'un des producteurs. Ce choix mit Sir Laurence Olivier en colère, et menaça purement et simplement de supprimer son propre nom du générique si justice n'était pas rendue à Walton, ce qui fut fait. Une récente réédition en DVD du film a réintégré plusieurs extraits de la partition originale de Walton.

## Récompense
- Le film fut nommé en 1970 pour le prix de la BAFTA du meilleur son (Teddy Mason et Jim Shields).

## Commentaire
Source de ce commentaire :  

Les images sur la droite sont des types d'avions présents dans le film et la bataille réelle, mais ne sont pas tirées du film.

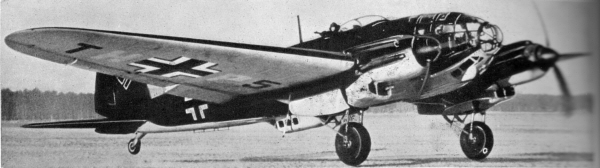
Heinkel He-111

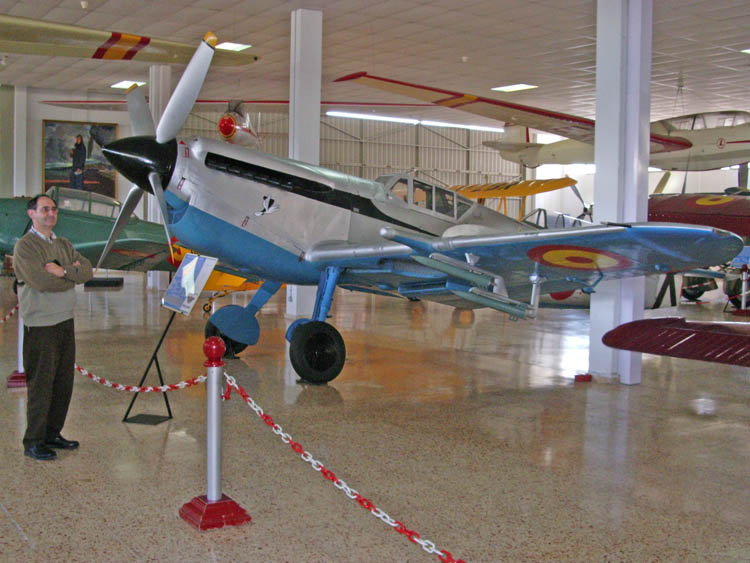
L'avion espagnol "Buchon" utilisé à la place des Messerschmitt Bf-109

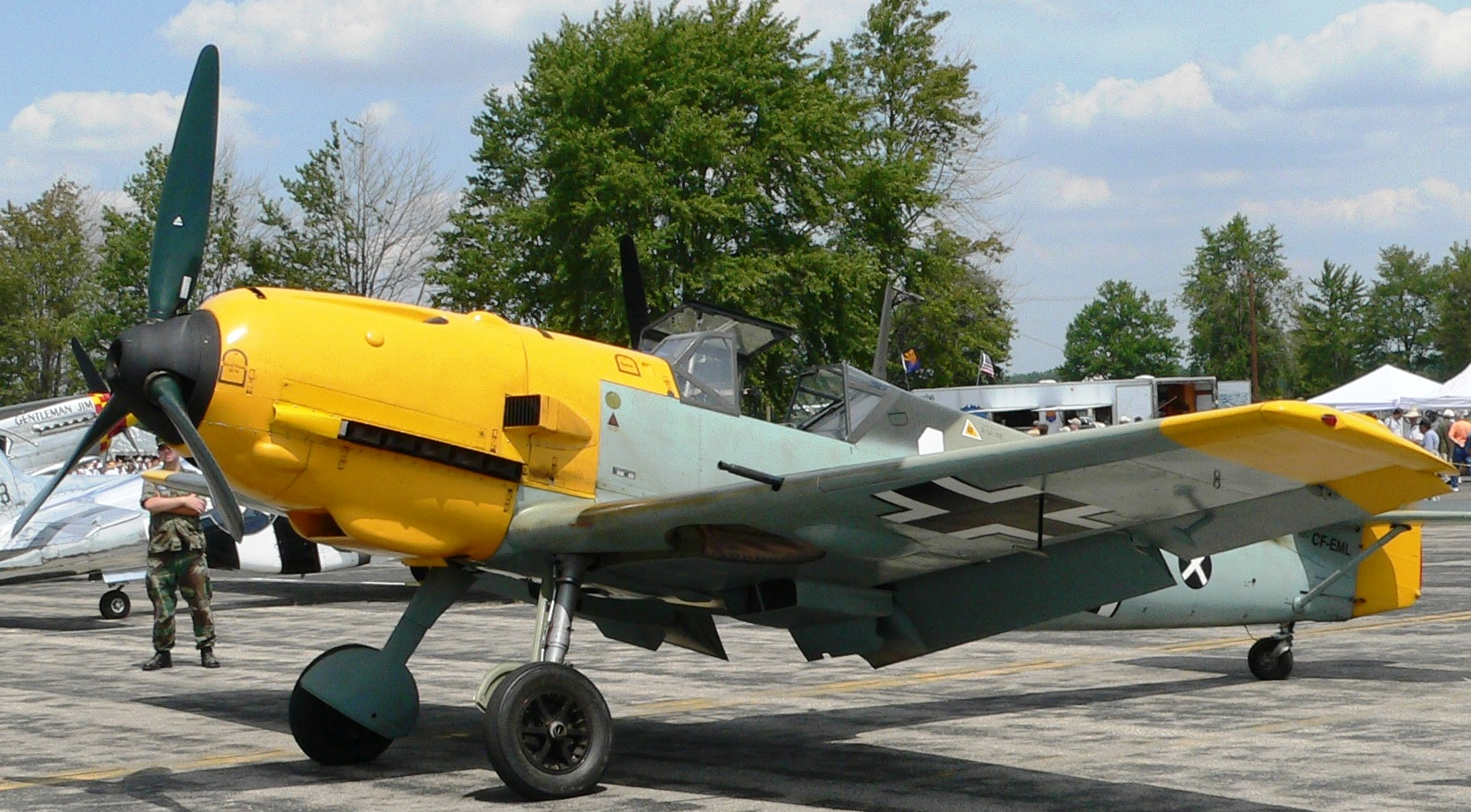
Messerschmitt Bf 109E

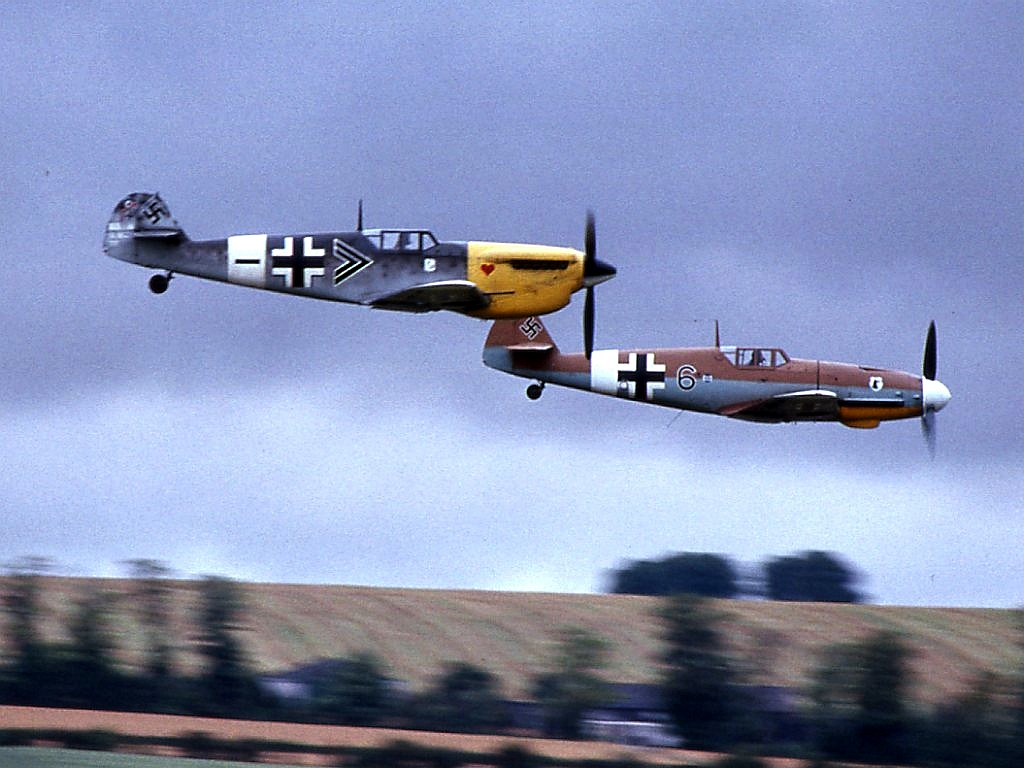
Le "Buchon" et un Messerschmitt Bf 109G

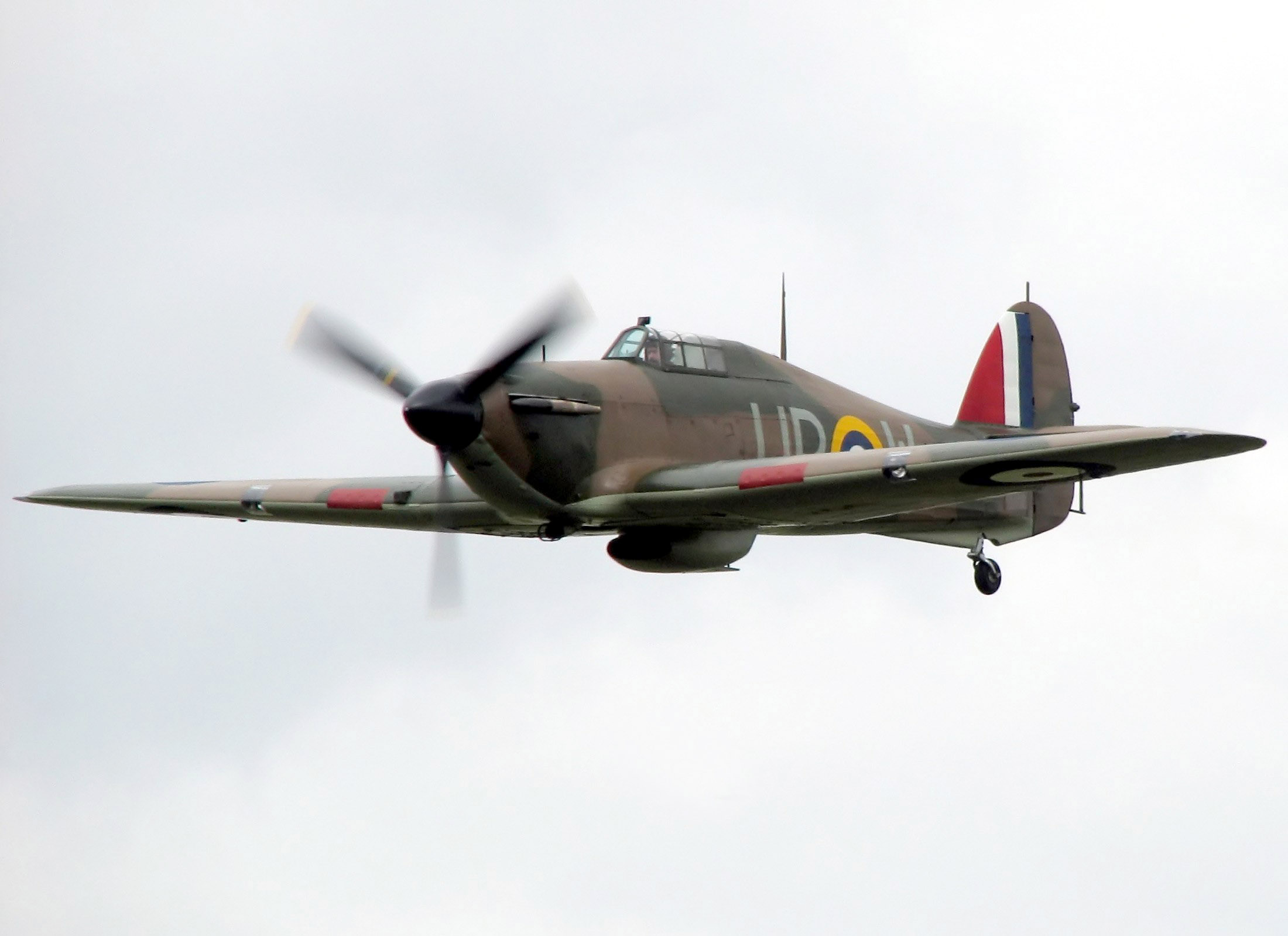
Hawker Hurricane

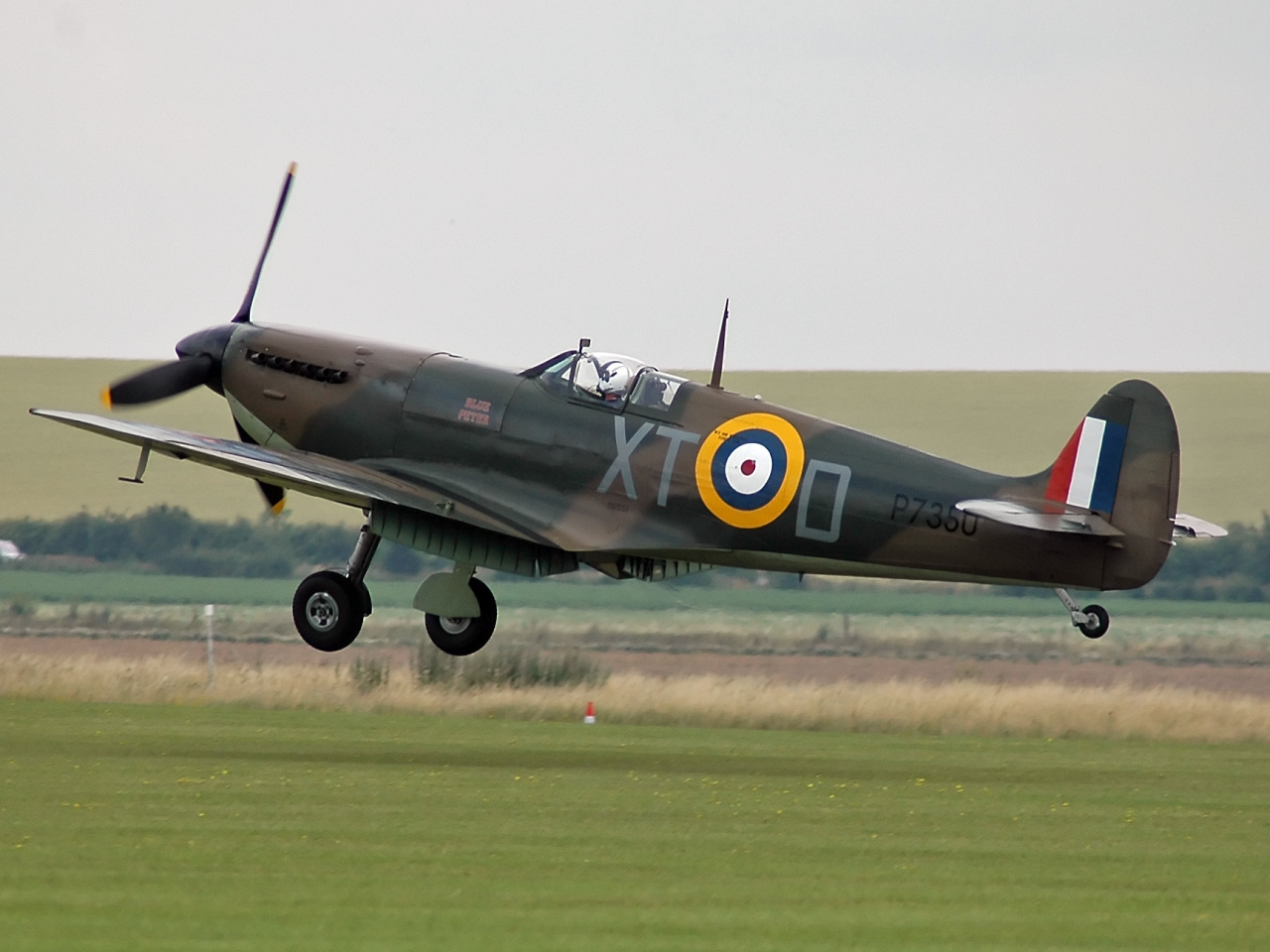
Supermarine Spitfire

Entièrement consacré aux escadrilles de chasse britanniques et polonaises, ce film est en soi exceptionnel car il a exclusivement pour vedettes les pilotes de chasse. Ce conflit est le premier à mettre en scène uniquement la puissance aérienne. Le film se veut réaliste pour l'époque, et les avions se veulent fidèles, les Supermarine Spitfire et Hawker Hurricane étant des appareils d'époque en état de vol, la reconstitution des combats conforme aux évènements historiques et aux stratégies d'époque tandis que l'usage de maquettes fidèles de ces appareils font illusion dans les scènes de crash.
La production du film a embauché le Hamish Mahaddie, ancien commandant d'un groupe de bombardement, pour rassembler les avions nécessaires. Il réussit à en trouver une centaine, ce qui en faisait "la 35e force aérienne du monde".
La production a réussi à trouver et acheter 27 Spitfires, dont 12 en état de voler. La plupart étaient de version plus récente (Mk IX ou XIV) aux Mk I et Mk II utilisés en 1940. Ils durent être maquillés ou utilisés en arrière-plan. Les avions au sol étaient des modèles réalisés en studio ou des Spitfire non opérationnels. On peut par ailleurs remarquer qu'aucun Spitfire et Hurricane n'a de mitrailleuses ou de canons, ceux-ci sont remplacés par du scotch rouge.
Il n'y avait dans le monde que six Hawker Hurricanes qui furent récupérés par la production, dont trois en état de voler. C'était un problème, car pendant la bataille d'Angleterre, les Hurricanes, bien que moins performants que les Spitfire étaient plus nombreux. Certains faux Hurricanes furent reconstitués pour le film à partir d'avions espagnols semblables au Me-109 (notamment pour trois « Hurricanes » d'arrière-plan dans la scène où les pilotes polonais attaquent).
La production ne trouva qu'un seul Stuka Junkers Ju 87 disponible. Les séquences d'attaque avec de nombreux Stukas ont été réalisées avec des maquettes radio commandées. Avec un œil attentif, on peut voir que les avions sont de plus petite taille et réalisent des figures trop brusques pour des avions de taille réelle.
Les avions allemands ont été trouvés auprès de l'armée de l'air espagnole qui possédait encore à l'époque 50 Heinkel He 111 construits sous licence. Ils étaient utilisés pour la formation des pilotes, le parachutage et le remorquage. L'Espagne a prêté 17 HE-111.
Pour simuler les Messerschmitt Bf 109E (chasseur en service dans la Luftwaffe durant cette bataille), la production a acheté 28 Hispano 1112 "Buchon", dérivé espagnol du Messerschmitt Bf 109G à moteur Rolls-Royce Merlin (le moteur du Spitfire et du Hurricane!) et qui resta en service jusqu'aux années 1960. Les ailes ont été raccourcies de 30 cm pour ressembler davantage aux avions originels ce qui les rendait plus difficiles à piloter. Le capot quant à lui reste celui du Bf 109G.
Par ailleurs, l'insigne d'unité des chasseurs allemands est complètement fictif.
La production reçut l'autorisation de repeindre les avions avec les couleurs et les croix noires allemandes, car les marques amovibles initialement envisagées s'arrachaient en vol.
Par contre, elle ne disposa que d'un seul transport Junkers Ju 52 en état de marche.
Et elle ne trouva aucun chasseur bimoteur Messerschmitt Bf 110. De ce fait le vol de He-111 venant de Norvège pour attaquer le nord de l'Angleterre est sans escorte dans le film. Alors qu'en réalité, il était escorté par des Me-110, d'ailleurs peu efficaces dans la pratique en tant que chasseurs.
Les Spitfires étaient pilotés par des pilotes britanniques, les Messerschmitt par des pilotes espagnols (de la base de Tablada près de Séville) dont certains avaient fait la guerre d'Espagne en 1936 du côté des nationalistes en pilotant des avions allemands. Il y avait aussi 4 pilotes privés du Texas (dont 2 vétérans de la guerre) de la Confederate Air Force possédant leur propre avion historique et pilotant tout ce qui vole. Notamment l'attaque spectaculaire de Me-109 en rase-motte au début du film.
Les scènes avec les Spitfires ont été filmées en Angleterre et celles avec les He-111 en Espagne : seuls 2 He-111 et 17 Me-109 sont allés en Angleterre pour filmer le survol de Londres.
C'est le montage qui a permis de réaliser les séquences avec l'ensemble des avions. On voit des différences de nébulosité entre des séquences successives.
Les scènes avec des Allemands supposées se dérouler sur la Manche face à l'Angleterre ont été tournées à Zarautz près de Saint-Sébastien en Espagne, en amenant les voitures d'époque nécessaires ; notamment celles montrant les préparatifs du débarquement allemand et celles avec Hermann Goering. La production a évoqué ses difficultés à trouver des figurants espagnols susceptibles de passer pour des Allemands.
Les vues aériennes des ports (supposés être ceux du Pas de Calais en France , mais en fait ceux de la côte de Biscaye ) montrent des chalutiers...espagnols, en bois, datant des années 60-70, très caractéristiques avec une étrave très haute et très évasée (ou "tulipée" en jargon marin) conçue pour affronter les énormes houles du Golfe de Gascogne , bien différents des bateaux de pêche calaisiens ou boulonnais pêchant dans les eaux de la Manche, mois exposée à la houle océanique.
De même, la séquence du bombardement de Berlin a été tournée à Saint-Sébastien qui à l'époque ressemblait encore à une grande ville des années 1940. La locomotive à vapeur du train de Goering n'est pas un modèle français, mais un modèle des chemins de fer espagnols, qui, de plus, ne fut mis en service qu'en 1951. La production raconte que dans l'histoire réelle, Goering était tellement furieux de ne pas avoir éliminé les avions britanniques qu'il donna l'ordre au train de partir immédiatement pour Paris, en arrachant les câbles électriques et de communications qui le reliaient à la gare locale. Mais la production n'a pas osé reprendre cette scène qui aurait paru irréaliste.
Une partie des scènes aériennes a été tournée en France, à Dinant et au Touquet, car la mauvaise météo en Angleterre empêchait de filmer.
Une partie des scènes aériennes a été tournée à partir d'un hélicoptère, qui avait l'avantage de constituer un point fixe, facilement repérable par les divers avions.
Une autre partie a été tournée à partir d'un bombardier North American B-25 Mitchell modifié pour héberger des caméras dans son nez et dans la tourelle de queue. Il était particulièrement destiné à filmer les formations de He-111 en les accompagnant.
Le B-25 était peint de couleurs vives pour être bien identifié. Il avait été baptisé "le monstre psychédélique".
Une grande partie des séquences anglaises a été tournée à l'aérodrome de Duxford au nord de Londres qui datait de l'époque et était encore à peu près en état.
Les séquences du Blitz à Londres ont été réalisées en faisant sauter et incendiant des immeubles promis à la démolition dans le quartier populaire des Saint Katharine Docks de l'East End, devenu depuis le moderne quartier des affaires de Canary Wharf.
Des habitants de l'East End, dont les plus âgés avaient connu le Blitz, ont servi de figurants et ont revécu cette période avec beaucoup d'émotion.
La critique a également reproché à ce film son doublage en français parfois douteux ("wing" traduit par "aile" au lieu d'escadrille, par exemple) et sa succession indifférenciée de combats aériens, aux scènes parfois plusieurs fois reprises, scènes restant néanmoins cultes et ayant été partiellement reprises et remastérisées pour le film tchèque Tmavomodrý svět (Dark Blue World) réalisé par Jan Sverak en 2001.

## Autour du film
- Le milieu aéronautique britannique reproche à ce film la scène de destruction d'un hangar sur un aérodrome de la RAF. Pour les besoins de cette scène, un des précieux hangars datant de la première guerre mondiale de l'aérodrome de Duxford y fut réellement et volontairement détruit.
- Lors du tournage du film en 1968, Lord Dowding fut invité à visiter les décors, en particulier la reconstitution de son bureau. Pour mieux se rendre compte des efforts de reproduction du décor—tout avait été respecté jusqu'au moindre détail—on demanda à Lord Dowding de s'asseoir à la réplique de son bureau, ce qu'il fit. Lorsqu'on lui demanda ce qu'il en pensait, il regarda autour de lui puis répliqua "It's like coming home !"[4].

### Vidéographie
- zone 2 : Battle of Brittain. La Bataille d'Angleterre, 20th Century Fox Home Entertainment, 2005,  (EAN 8-712626-028154).